# Tanguay Desgagné
Tanguay Desgagné (né le 20 juin 1960 à Gatineau, au Québec) est un siffleur mélodique virtuose et comédien-siffleur québécois.

## Biographie
Ingénieur et tromboniste de formation, Tanguay Desgagné siffle depuis l'âge de 3 ans.
Depuis 1992, il est siffleur professionnel (style labial), membre de l'Union des artistes (UDA, acteur et artiste de variétés) et de la Guilde des musiciens et musiciennes du Québec (GMMQ, siffleur et tromboniste). Il siffle des pièces musicales de toute difficulté et de tous styles sur trois octaves. Il est comédien-siffleur et se spécialise dans les performances sifflées de musiques classiques et populaires (thèmes de films et de séries télé, concerts, publicités, etc.).
Champion siffleur, il a remporté à quatre reprises (1993, 1995, 1997 et 1998) le premier grand prix du concours de siffleurs de l'International Whistlers Convention (Louisburg, Caroline du Nord, USA).

## Filmographie

### Cinéma
- 2002 : L'Odyssée d'Alice Tremblay de Denise Filiatrault, musique de François Dompierre). Il siffle la musique sifflée par les 7 petits nains de la forêt (doublage).

### Séries télévisées
- 1995 : Kid-Cam TV, série télé de Maurice-André Aubin, Radio-Québec. Il est le comédien-siffleur (rôle du menuisier maître-siffleur) : Invention #4 de Bach et musique rap de Neil Smolar.
- 1999 : Juliette Pomerleau, série télé de Claude Fournier, TVA, musique d'André Gagnon. Il est le comédien-siffleur (rôle de Rémi Prévost).
- 1999 : Cher Olivier, série télé d'André Melançon, TVA, musique de François Dompierre. Il siffle le thème musical de la série télé.
- 2007 : Les Boys, série télévisée de Louis Bolduc, Radio Canada. Il siffle les pièces sifflées par une comédienne (doublage) : Petite Musique de nuit de Mozart et Ô Canada.